# Thomas Hoßmang
Thomas Hoßmang (* 27. November 1966 in Hoyerswerda) ist ein ehemaliger deutscher  Fußballspieler und heutiger Fußballtrainer, der unter anderem in der Bundesliga für Dynamo Dresden aktiv war.

## Sportliche Laufbahn
Der Hoyerswerdaer Hoßmang begann seine Laufbahn 1973 bei der BSG Aktivist Schwarze Pumpe. Im Spieljahr 1983/84 rückte er in die in der Zweitligaelf der Hoyerswerdaer auf, die er 1985 in Richtung Cottbus verließ.
Bei der BSG Energie Cottbus wirkte er unter Trainer Fritz Bohla in der Saison 1985/86 in 15 Spielen beim Aufstieg der Lausitzer in die Oberliga mit. Dort wurde er 1986/87 einmal eingesetzt. Noch in dieser ersten und bis zur Zusammenführung von ost- und westdeutschem Fußball für ihn einzigen Erstligasaison wechselte Hoßmang im Spätsommer 1986 zurück zu Aktivist Schwarze Pumpe. Dort war er bis Frühjahr 1991 am Ball.
Im Jahr 1991 agierte er bei Kuala Terengganu sowie anschließend bei Rot-Weiss Frankfurt. In der Saison 1994/95 war er für den 1. FC Dynamo Dresden 18-mal in der Fußball-Bundesliga im Einsatz, ehe den Dresdnern die Lizenz entzogen und das Team in die Regionalliga versetzt wurde. Zur Saison 1996/97 wechselte er zurück zu Energie Cottbus. Er gehörte als Libero zu der Mannschaft, die unter Trainer Eduard Geyer als Regionalligist und als erst zweites Amateurteam ins Pokalfinale vordrang. Der Mannschaft gelang in dieser Saison auch der Aufstieg in die 2. Fußball-Bundesliga; in zwei Spielzeiten bestritt er für die Lausitzer 57 Zweitligaspiele und erzielte vier Tore. Zur Saison 1999 wechselte er zum Regionalligisten Dresdner SC, mit dem er 2000 als Vizemeister den Sprung in die neue Regionalliga schaffte. Nach dem Abstieg des Traditionsvereins 2003 beendete Hoßmang seine aktive Laufbahn.

## Trainerlaufbahn
Als Trainer führte Hoßmang zunächst die A-Jugend des FC Energie in die Bundesliga. Später wurde er Co-Trainer von Petrik Sander beim Bundesligateam der Lausitzer. Als Sander im September 2007 seinen Trainerstuhl räumen musste, sollte Hoßmang das Amt interim übernehmen, bat aber um seine Freistellung.
Im Januar 2008 gab Hoßmang sein Comeback als Abwehrchef bei seinem Heimatverein FC Lausitz Hoyerswerda. Ab dem 16. März 2009 war er Trainer des Oberligisten Budissa Bautzen, davor trainierte er die A-Jugendlichen des FC Oberlausitz in Neugersdorf. Am 21. April 2011 gab Budissa Bautzen bekannt, dass der Vertrag mit Hoßmang nicht verlängert wird. Hintergrund war die öffentliche Kritik von Hoßmang an der Vereinsführung, die seinen auslaufenden Vertrag zuvor nicht verlängert hatte.
Am 29. April 2011 unterzeichnete er einen Zweijahresvertrag beim VFC Plauen und löste den bisherigen Trainer Ronald Färber ab. Zum 30. Juni 2012 wurde der Vertrag aufgelöst. Der Grund waren unterschiedliche Auffassungen beider Seiten zur Planung der nächsten Saison in der neugestaffelten Regionalliga.
Am 11. Juni 2012 wurde Hoßmang als Co-Trainer von Petrik Sander beim FC Carl Zeiss Jena vorgestellt. Am 24. August 2013 wurde er zusammen mit Sander beim FC Carl Zeiss Jena zunächst freigestellt und übernahm später ab Oktober 2013 eine Tätigkeit als Scout im Nachwuchsbereich des Vereins.
Zu Beginn der Saison 2014/15 übernahm Hoßmang die U19-Mannschaft des 1. FC Magdeburg. Ab dem 1. Januar 2015 war er darüber hinaus Leiter des Nachwuchsleistungszentrums.
Am 10. Juni 2020 wurde Hoßmang vorerst bis zum Ende der Saison 2019/20 zum Cheftrainer der Drittliga-Mannschaft des 1. FC Magdeburg ernannt. Er übernahm die Aufgaben des zuvor freigestellten Claus-Dieter Wollitz beim zu diesem Zeitpunkt Tabellenvierzehnten. Nach dem Klassenerhalt wurde Hoßmangs Cheftrainervertrag bis Juni 2022 verlängert. In der Saison 2020/21 befand sich die Mannschaft erneut in Abstiegsgefahr. Anfang Februar 2021 trat er als Cheftrainer zurück. Ab Mai 2021 übernahm Hoßmang im Verein daraufhin wieder seine frühere Tätigkeit als Leiter des Nachwuchsleistungszentrums.

## Familie
Hoßmang ist seit 2017 zum zweiten Mal mit derselben Frau verheiratet. Sein Sohn Martin war Kapitän der Regionalliga-Fußballmannschaft von FSV Budissa Bautzen. Sein anderer Sohn Benjamin beobachtet für seinen Vater Spieler der Nachwuchsligen.